# مركز عدالة المرأة
مركز عدالة المرأة (بالعبرية: מרכז צדק לנשים) وتُعرف اختصارا بـ CWJ هو مركز أو مصلحة عامة مكرسة لحماية وتعزيز حقوق المرأة في العدل والمساواة والكرامة بموجب القانون اليهودي في إسرائيل. وتُعتبر اليوم عضو في منظمة الأيكار (ICAR) وعضو كذلك في التحالف الدولي لحقوق المرأة.

## التاريخ

### البداية
تأسس مركز عدالة المرأة (CWJ) في القدس عام 2004 من قبل النائب سوزان فايس. ثم بدأ المركز في مقايضة ومتابعة الأزواج الذين يعتدون على زوجاتهم (خاصة الرجال الذين يرفضون تطليق زوجاتهم تحت سلطة القانون اليهودي)؛ كما بدأ المركز بمتابعة الأزواج من الناحية القانونية قصد تعويض النساء المتضررات جراء تقصير المسؤولية «المتعمد» من قبل أزواجهم. وقد ذكرت المنظمة في وقت لاحق أنها تنوي توسيع دائرة عملها بل تنوي اقتحام عالم القانون حتى تضمن للمرأة كافة حقوقها في جميع أنحاء البلاد. أما أهداف المركز فتتمثل بالأساس في «دحض» الأفكار القديمة التي لا زال القانون الإسرائيلي يعمل بها؛ وفي المقابل يتم التوجه نحو سياسية ديمقراطية أكثر عدلا ومساواة وأكثر ضمانا للحقوق المدنية للنساء خاصة عندما يتعلق الأمر بالوصول للمحاكم المدنية ومنح تعويضات مالية.
في عام 2007؛ رفع مركز عدالة المرأة دعوى قضائية ضد وزارة العدل الإسرائيلية وطالبها بتعويض امرأة بمبلغ مالي قُدر بـ 4.5 مليون شيكل بعدما رفضت الوزارة تطليق السيدة من زوجها الذي عاشت معه 18 سنة كاملة رغما عنها؛ واتهم المركز حاخام في المحكمة العليا بتهمة الإهمال الجنائي ومساعدة الزوج في ابتزاز الزوجة التي تطلب الطلاق. 
في عام 2010؛ كان مركز عدالة المرأة واحدا من عدد من المنظمات التي رفعت دعوى قضائية ضد وزير العدل الإسرائيلي يعقوب نئمان وذلك بعد دعوته إلى عدم إلغاء قانون إسرائيلي يمنع المرأة من التقدم بطلب للحصول على منصب المدير التنفيذي في المحكمة الحاخامية.

### تورط في قضايا جدلية
أصبح مركز عدالة المرأة مشاركا في عدد من القضايا التي تهم المرأة اليهودية في إسرائيل، وتسربت أخبار عن تورط المركز في قضايا خلافية مثل رفع دعاوى قضائية على أزواج يهود في محاكم غير إسرائيلية؛ بل هناك شكوك في قيام المركز بحث أزواج يهود والضغط عليهم من أجل القبول بعملية الطلاق عندما تطلبها المرأة.
شكك قاضي وحاخام في نفس الوقت في عملية إجراءات الطلاق التي يُنادي بها المركز؛ بل ذهب بعيدا عندما اتهم إحدى الزوجات بعدم اعتناقها لليهودية وإنما تدعي ذلك فقط خاصة أنها لم تكن ملتزمة بشعائرها الدينية، وبدلا من قبول الطلاق رفض القاضي الدعوة ولم يسمح للزوجة بتطليق نفسها من زوجها الذي لم تعد تحتمل العيش معه وذلك استنادا لتقاليد الديانة اليهودية في هذا المجال. القاضي المعني بهذه الحالة لم يُشكك في المرأة فقط وأطفالها بل اتهم الحاخام الآخر حاييم دروكمان بقبول طلبات طلاق دون التدقيق فيها وما إذا كانت فعلا الزوجة المتقدمة بالطلب تعتنق الدين اليهودي أم لا.

#### النقاش حول الحقوق المدنية والدينية
في أيار/مايو 2009، منحت محكمة العدل العليا الإسرائيلية القاضي دايانيمفي المحكمة الربانية 90 يوما لتبرير قرار إلغاء طلبات طلاق لا جدال أو نقاش فيها. وكان مقدم الالتماس وممثل مركز عدالة المرأة في نفس الوقت شمعون يعقوبي وهو أيضا نائب في المحاكم الخامية قد صرح قائلا: «المسألة [يقصد مسألة الطلاق] تقع فقط ضمن اختصاص المحاكم الدينية والعلمانية أما المحاكم المدنية فلا سلطة حكم لها في هكذا مسائل.»

## المشاريع التعليمية
يقوم مركز عدالة المرأة بجهود عديدة من أجل ضمان حق المرأة في إسرائيل ويشمل ذلك نشره لسلسلة من أشرطة الفيديو على موقع يوتيوب، وتتميز هذه الأشرطة بطابعها المثير حيث عادة ما تروي قصة سيدة عانت من ظلمها بسبب اعتماد المحاكم على قوانين موضوعة في عهد قديم جدا وغير صالحة في هذا الزمان؛ وتُروى تلك الفيديوهات بطريقة ساخرة جدا وفي نفس الوقت عاطفية.
في صيف عام 2011 فتح مركز عدالة المرأة مدونة على الإنترنت تقوم على متردبين ومتطوعين للعمل في القضايا التي تخص المرأة وتقوم النساء من خلال هذه المدونة بنشر كل العوائق والحواجز التي يواجنها في عملهن اليومي وذلك بهدف إيجاد حل لها. وكان العديد من المتطوعين في المركز قد أنشأوا مواقع ويب (بعضهم يكتب أعمدة في صحف ومواقع شهيرة في إسرائيل) ويُحاولون في كل مرة لفت الانتباه إلى وضعية المرأة في إسرائيل من خلال مناقشة قضايا الدين التي «تحرم» المرأة من حقوقها وقوانين الدولة التي تُميز بين الجنسين.

## وصلات خارجية
- موقع مركز عدالة المرأة
- مدونة المركز على بلوغر
- مدونة المركز على وورد بريس
- موقع التحالف الدولي من أجل حقوق المرأة في القانون الإسرائيلي نسخة محفوظة 15 يناير 2007 على موقع واي باك مشين.